# ジョン・リード (プロデューサー)
ジョン・オーウェン・リード（1920年11月14日 - 2006年4月13日）は、イギリスの映画・テレビ番組プロデューサー、撮影監督、そして監督である。

## 略歴
リードはチャルフォント・セント・ジャイルズに生まれた。リードはジェリー・アンダーソン＆シルヴィア・アンダーソン夫妻が製作した映画およびテレビ番組に広く関わった。『ウエスタン・マリオネット 魔法のけん銃』（1960年）、映画『クロスローズ・トゥ・クライム』（1960年）、『スーパーカー』（1961-62年）、『海底大戦争 スティングレイ』（1964-65年）そして『サンダーバード』で撮影監督を務め、『サンダーバード』の第2期、『サンダーバード劇場版』（1966年）、『キャプテン・スカーレット』（1067-68年）、では製作補を務めた。後に映画『決死圏SOS宇宙船』（1969年）では撮影監督に舞い戻ったが、ジェリー・アンダーソンと製作上で意見が対立し、辞職した。『スーパーカー』の背景投影用素材撮影のために高度12000フィート（約366メートル）に登った時、アンダーソンに肺が一つしかないと述べている。
その他リードが関わった作品には撮影監督として、1954年の映画『Passenger to Tokyo』や1970年代の人形劇『The Adventures of Rupert Bear』、プロデューサーとして『Cloppa Castle』と『The Munch Bunch』がある。また1975年に『Magic Adventures of Mumfie』の製作と監督をしたことでも知られる。
2006年、車の事故で負った怪我が原因で亡くなった。死亡より以前に癌と診断されていた。85歳没。